# Chris Wood
Christopher Grant »Chris« Wood, novozelandski nogometaš, * 7. december 1991, Auckland, Nova Zelandija.
Wood je član angleškega prvoligaša  Nottingham Forest in kapetan novozelandske nogometne reprezentance, igra na položaju napadalca.